# Ланеспед
Ланеспе́д (фр. Lanespède, окс. Lanespeda) — коммуна во Франции, находится в регионе Юг — Пиренеи. Департамент — Верхние Пиренеи. Входит в состав кантона Турне. Округ коммуны — Тарб.
Код INSEE коммуны — 65256.

## География
Коммуна расположена приблизительно в 660 км к югу от Парижа, в 110 км юго-западнее Тулузы, в 18 км к юго-востоку от Тарба.
По территории коммуны протекает река Лен.

## Климат
Климат умеренно-океанический с солнечной тёплой погодой и обильными осадками на протяжении практически всего года.

## Население
Население коммуны на 2010 год составляло 154 человека.
| 1962 | 1968 | 1975 | 1982 | 1990 | 1999 | 2010 |
| ---- | ---- | ---- | ---- | ---- | ---- | ---- |
| 126  | 127  | 124  | 123  | 134  | 149  | 154  |

## Администрация
| Период | Период | Фамилия          | Партия | Примечания |
| ------ | ------ | ---------------- | ------ | ---------- |
| 2001   | 2020   | Поль-Жозеф Эспюр |        |            |

## Экономика
В 2010 году среди 86 человек трудоспособного возраста (15-64 лет) 73 были экономически активными, 13 — неактивными (показатель активности — 84,9 %, в 1999 году было 68,0 %). Из 73 активных жителей работали 63 человека (32 мужчины и 31 женщина), безработных было 10 (7 мужчин и 3 женщины). Среди 13 неактивных 1 человек был учеником или студентом, 8 — пенсионерами, 4 были неактивными по другим причинам.

## Достопримечательности
- Железнодорожный виадук (1865—1867 года). Исторический памятник с 1984 года[4]
- Замок Ланеспед

## Фотогалерея

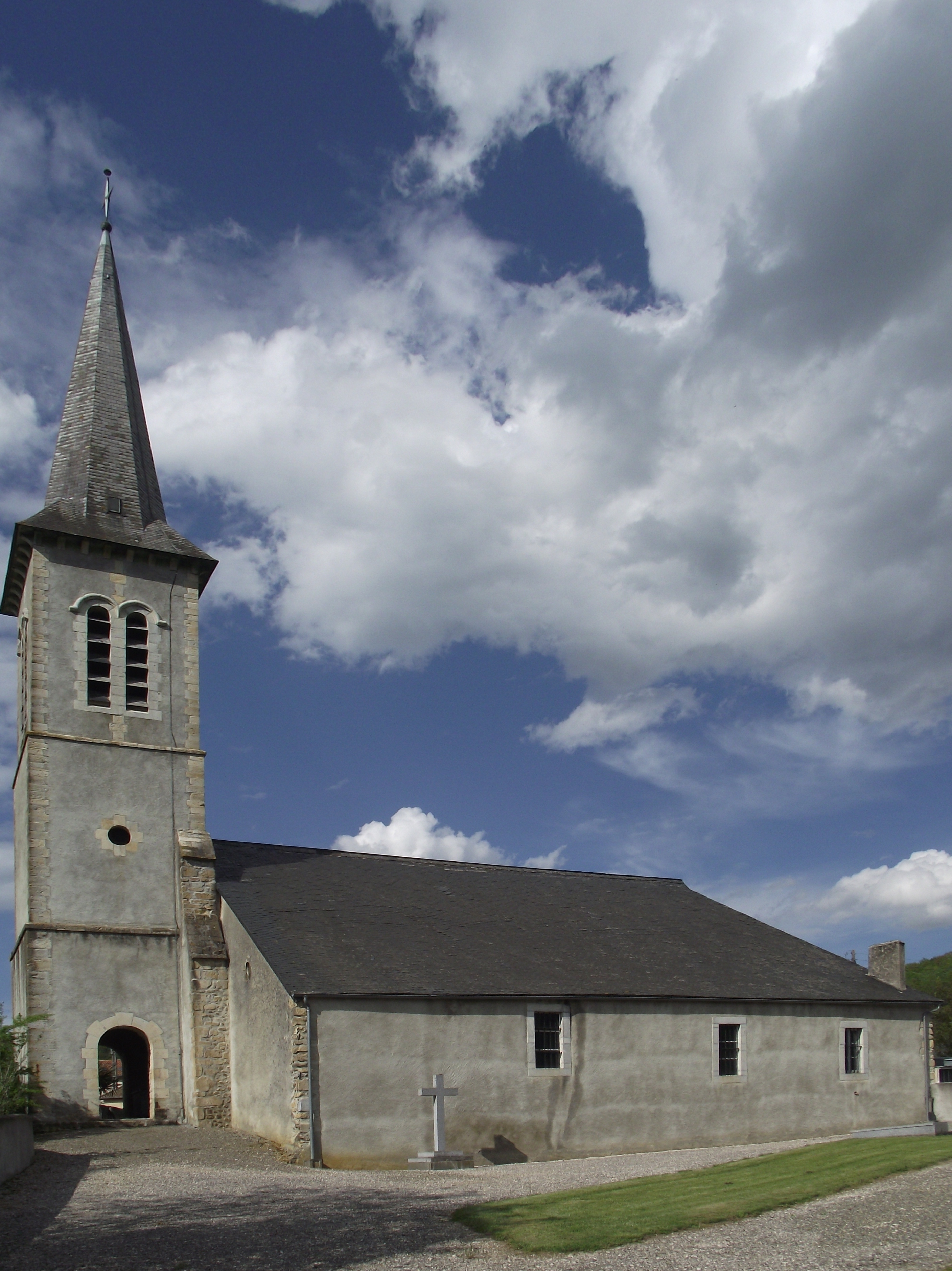
Церковь
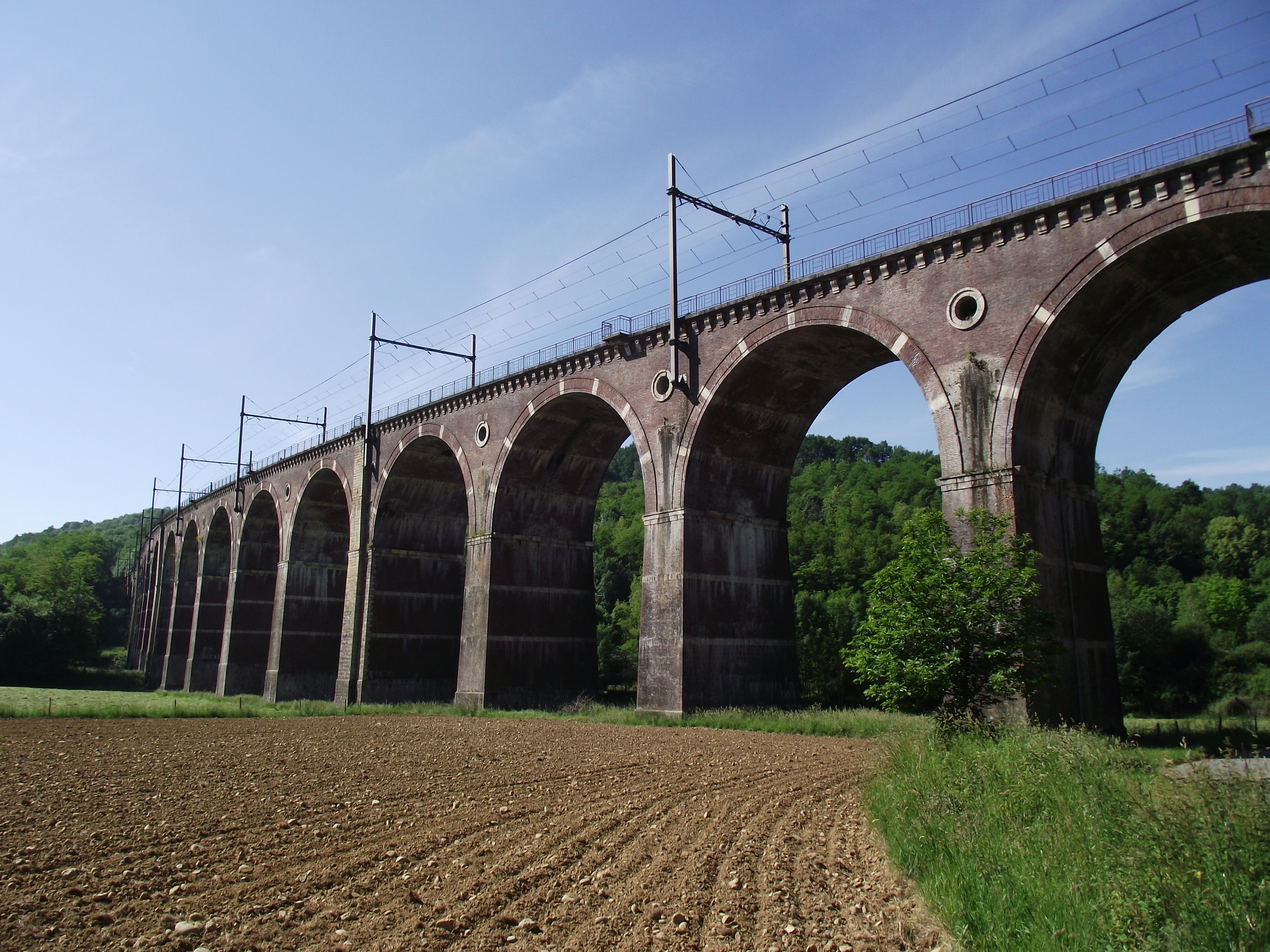
Железнодорожный виадук
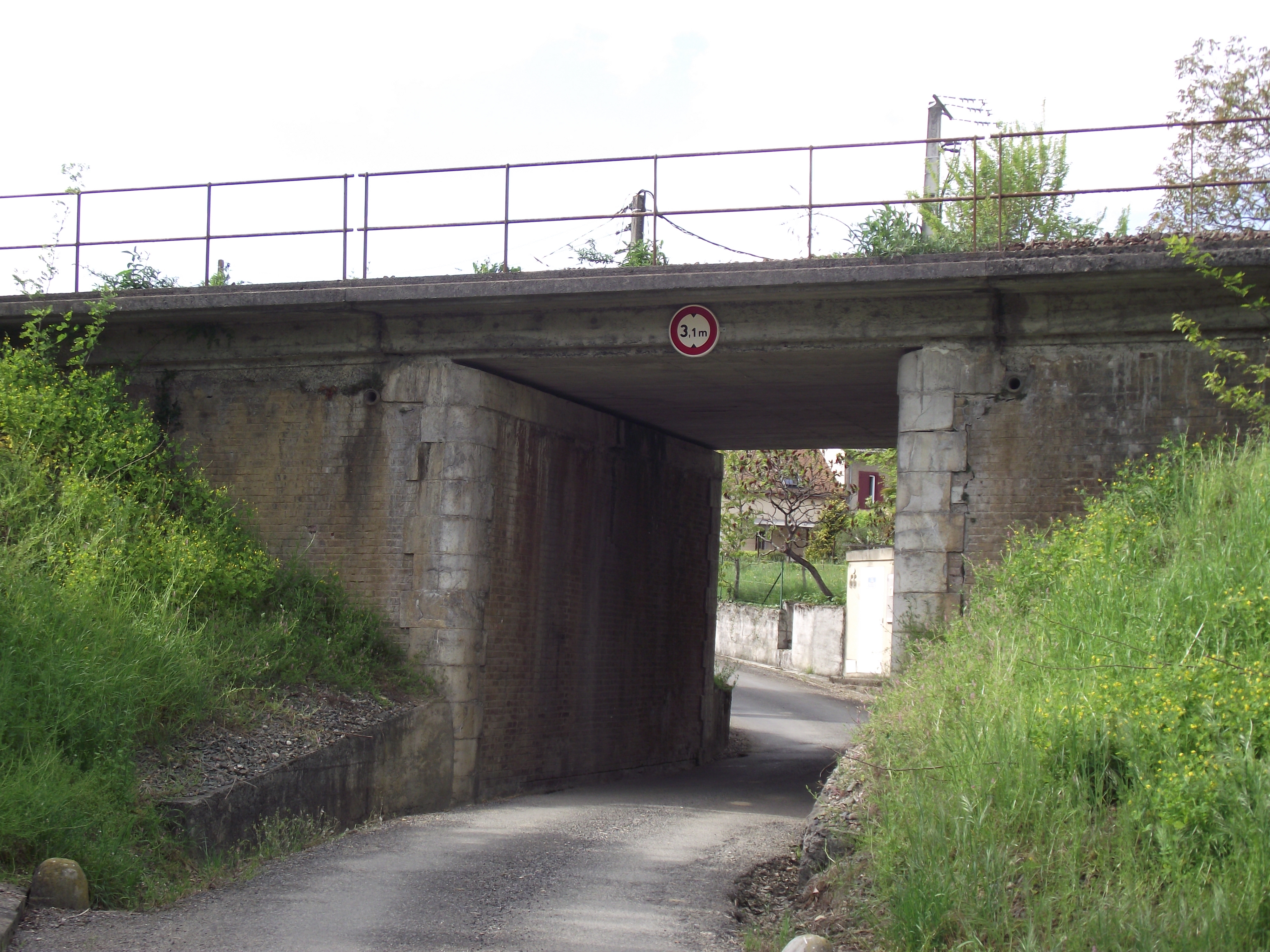
Железнодорожный мост
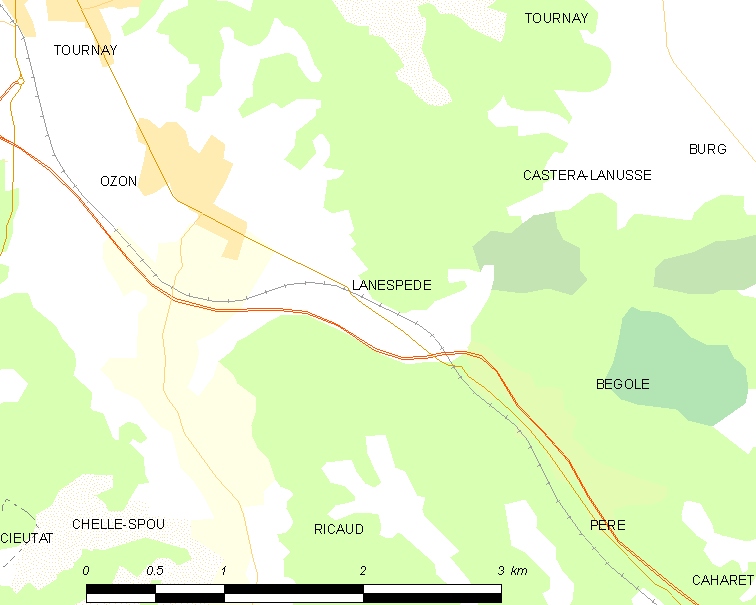
Карта коммуны